# Hans-Julius Ahlmann
Hans-Julius Ahlmann (* 14. April 1952 in Rendsburg) ist ein schleswig-holsteinischer Unternehmer und geschäftsführender Gesellschafter der ACO Ahlmann SE & Co. KG.

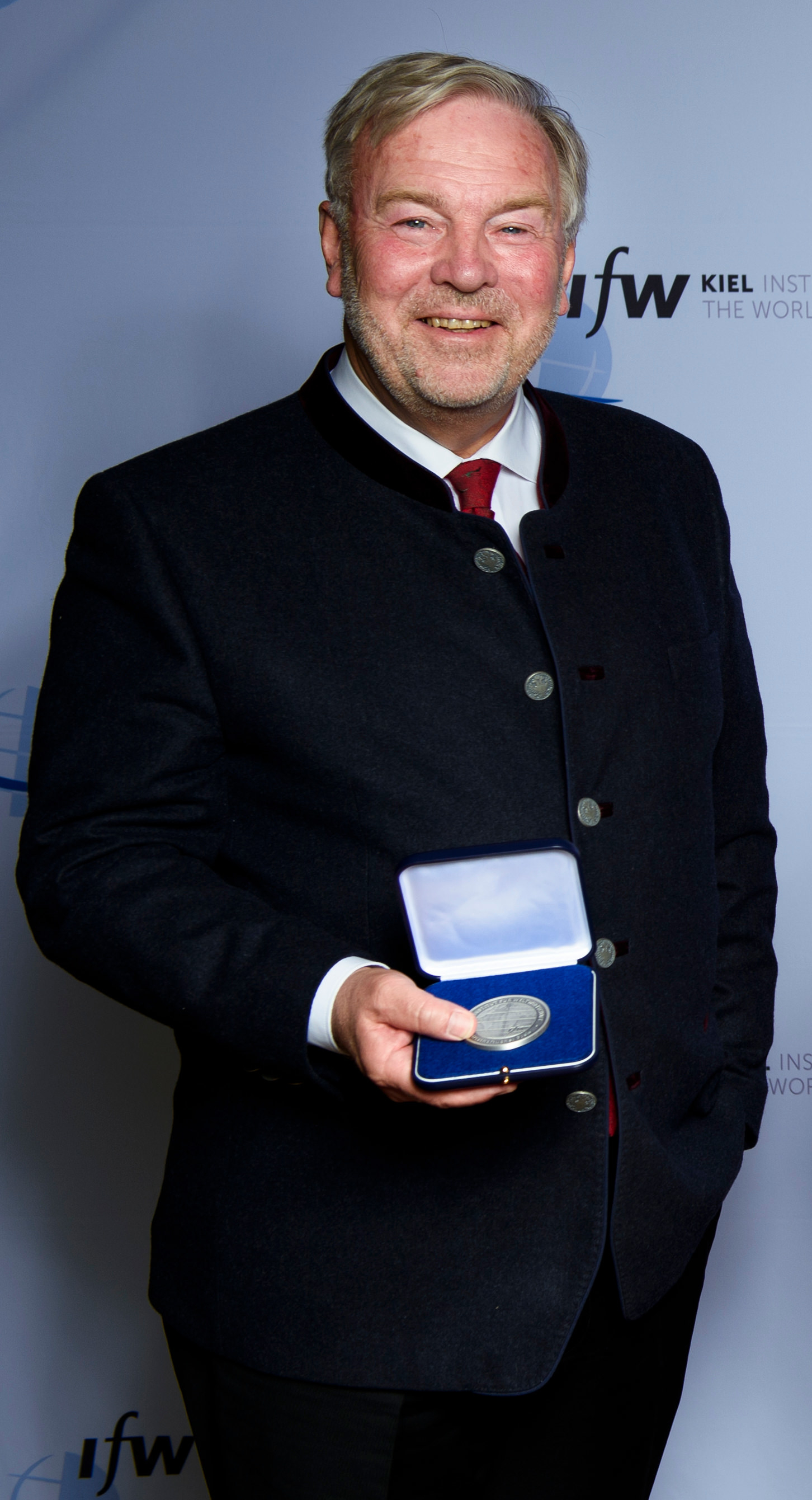
Hans-Julius Ahlmann bei der Verleihung des Weltwirtschaftlichen Preises 2022

## Kindheit, Jugend, Familie
Seine Eltern sind der Unternehmer Hans-Julius Ahlmann (1919–1952) aus Rendsburg und Juliane Ahlmann, geb. Grün (1926–2020), aus Dillenburg. Er ist Enkel der Unternehmerin Käte Ahlmann (1890–1963), Leiterin der Ahlmann-Carlshütte Eisengießerei in Rendsburg. Als Kind verbrachte er Lebensphasen in Rendsburg, Hongkong, Apenrade (DK) und Dillenburg (Hessen). Sein altsprachliches Abitur schloss er auf der Herderschule in Rendsburg ab. Anschließend absolvierte er ein Maschinenbaustudium mit der Fachrichtung Fertigungstechnik an der RWTH Aachen (Diplom 1976), sowie ein arbeits- und wirtschaftswissenschaftliches Aufbaustudium (AWA) an der TU München, das er 1978 mit einer Diplomarbeit im Bereich Marketing abschloss. Seine berufliche Laufbahn begann er im Zentralstab der MAN AG in Augsburg, wo er zum Thema „Fertigungsinseln“ veröffentlichte.
Seit 1978 ist Ahlmann mit Johanna, geb. Dräger, verheiratet, Tochter des Lübecker Unternehmers Heinrich Dräger (1898–1986) und dessen Ehefrau Lisa Dräger, geb. Jansen (1920–2015). 1979 wurde der Sohn Johannes und 1982 der Sohn Iver geboren.

## Berufliche Tätigkeit
1981 trat Hans-Julius Ahlmann in die ACO Ahlmann SE & Co. KG, die Firma seines Onkels, des Unternehmers Severin Ahlmann ein. Dieser übertrug ihm im Laufe seines Lebens die Mehrheit der Anteile am Unternehmen. Heute ist bereits sein Sohn Iver Ahlmann im Zuge vorgezogener Erbfolge der Mehrheitsgesellschafter des Unternehmens ACO. Seit 2012 führen Hans-Julius und Iver Ahlmann das Familienunternehmen als geschäftsführende Gesellschafter gemeinsam.
Seit seinem Einstieg im Jahr 1981 forciert Ahlmann den nationalen und vor allem internationalen Ausbau der ACO Unternehmensgruppe. Durch strategische Akquisitionen wie der Übernahme des Guss- und Armaturenwerks Kaiserslautern (AWK) 1997 und der Sparte Entwässerungs- und Abscheidetechnik der Firma Passavant im Jahre 2000, sowie durch den Aufbau neuer Produktions- und Vertriebsgesellschaften in ca. 50 Ländern, konnte unter Ahlmanns Führung das Familienunternehmen zu einem der Weltmarktführer im Bereich der Entwässerungstechnik (Gebäude- und Oberflächenentwässerung) ausbaut werden. 2023 erwirtschaftete die ACO Gruppe weltweit rund 1,13 Mrd. Euro Umsatz und beschäftigt mittlerweile 5.400 Menschen.
2022 erhielt Ahlmann den Weltwirtschaftlichen Preis.

## Kulturelles Engagement
Die Familie Ahlmann engagiert sich auch im Bereich der Kunst und Kultur vor allem in Schleswig-Holstein. Unter dem Banner „Kunst in der Carlshütte (KIC)“ diente die historische Wagenremise auf dem ACO Firmengelände lange Jahre als Seminar- und Lesungsort für das Rendsburger Nordkolleg. Schriftsteller wie Günter Grass, Christa Wolf und Siegfried Lenz kamen zu Lesungen auf das Gelände. Bereits 1999 wurde gemeinsam mit dem Künstlerpaar Wolfgang Gramm und Inga Aru die Kunstausstellung NordArt auf dem Gelände der Büdelsdorfer Carlshütte ins Leben gerufen. Mittlerweile zieht die Ausstellung jährlich rund 100.000 Besucher an.
Auf dem Firmengelände der Firma ACO wurde die 1890 vom Holzhändler Theodor Thormann errichtete und nach ihm benannte Halle 2011 aufwendig restauriert und zu einem Proben- und Konzertraum für das Schleswig-Holstein Musik Festival (Shmf) hergerichtet.